# Alloclusia excepta
Alloclusia excepta är en tvåvingeart som beskrevs av Malloch 1933. Alloclusia excepta ingår i släktet Alloclusia och familjen träflugor. Inga underarter finns listade i Catalogue of Life.